# Scars on Broadway

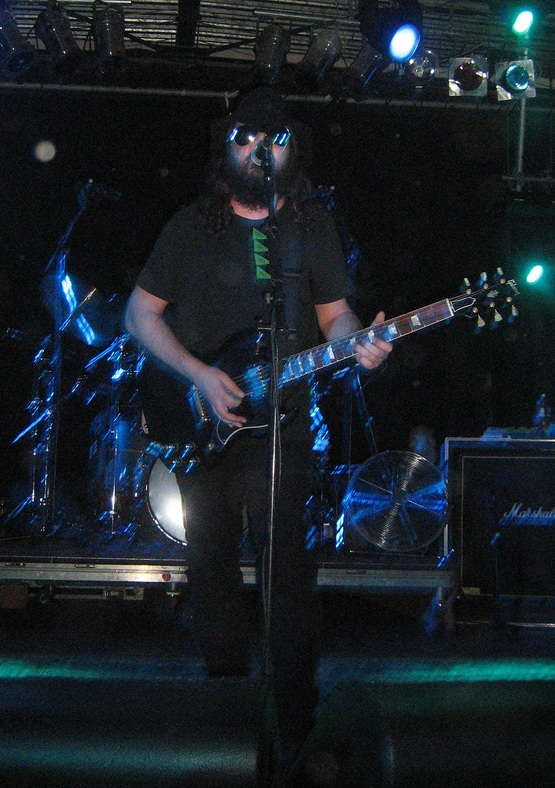
Daron Malakian 2008

Scars On Broadway (також «Scars» або скорочено SOB) — проєкт гітариста гурту System Of A Down Дарона Малакяна і барабанщика Джона Долмаяна. Однойменний дебютний альбом вийшов 29 липня 2008 року. Після його виходу гурт дав тур по Європі в підтримку альбому. SOB, як і сольний проєкт Сержа Танкяна, відразу після своєї появи, став причиною великої кількості суперечок і чуток про розпад System Of A Down.

## Стиль гурту
Стиль гурту нагадує стиль System Of A Down, а з урахуванням того, що всі тексти пісень пише вокаліст гурту Дарон Малакян, пісні зберегли політичний мотив. Дуже часто в піснях присутні слова «геноцид», «президент» і «Ісус Христос». Протистояння потужних звукових посилів зі швидким вокалом Дарона на різких інтервалах і м'яких мелодійних моментах, обрамлених ліричними і співучими вокальними партіями, сильно нагадують наспіви народної вірменської музики. Партії ударних інструментів з часів SOAD зберегли свою технічність і неодноманітнісь, а в деяких моментах нагадують там-тами і бонго, що ще сильніше доповнює картину суміші народної музики та альтернативи. Під час концертів клавішник Денні Шамоун в деяких піснях (Enemy) грає на там-тамах, що додає звучанню гурту деякої екзотики.

## Історія

### Ранні передумови(2003)
У 2003 році Дарон Малакян (гітара і вокал), Грег Келсо (ритм-гітара), Кейсі Хаос (вокал) і Зак Хілл (ударні) випустили демо-запис «Ghetto Blaster Rehearsals».Гурту мав назву Scars On Broadway. Однак, в 2007 році, офіційна заява з'явилася на сайті гурту про те, що ці записи ніяким чином не пов'язані з проєктом Дарона Малакяна Scars On Broadway.Ці демо-сесії були основою пісні «BYOB», яка стала хітом System Of A Down в 2005 році.

### Однойменний дебютний альбом (2005—2008)
Після того, як System Of A Down офіційно заявила про творчу відпустку, Дарон Малакян анонсував свій останній проєкт — Scars On Broadway — гурт, до складу якої буде входити басист System Of A Down, Шаво Одадж'ян. Зрештою, Шаво не взяв участі в гурті, але членом Scars on Broadway став інший учасник System Of A Down — барабанщик, Джон Долмаян.
Після дев'яти місяців репетицій і сесійних записів у 2007—2008 роках, гурт нарешті прийняла остаточний склад і сформувала власне звучання. Склад був наступним: Денні Шамоун — клавішні, Домінік Сіфареллі — бас-гітара, Френкі Перез — гітара і бек-вокал, Джон Долмаян — ударні, Дарон Малакян — гітара і основний вокал.
Scars On Broadway відіграли свій перший концерті 11 квітня 2008 в Whisky A Go Go в Лос-Анджелесі. Вони також підтвердили, що будуть грати разом з Metallica на KFMA Day 2008, Тусон, штат Аризона. 22 січня 2008 було оголошено, що гурт відіграє концерт на Coachella Valley Music and Arts Festival 26 квітня . 17 травня того ж року SOB відіграли на шістнадцятій щорічній KROQ Weenie Roast.
2 травня 2008, гурт повідомив на своєму офіційному сайті, що дебютний альбом буде випущений 27 і 28 Липня. Альбом вийшов, отримавши схвалення журналу Kerrang!. Журнал дав альбому рідкісну оцінку '5 K '

### Відпустка і USO-тур (2008—2009)
24 лютого 2009 Домінік Ціфареллі, басист гурту, оголосив в інтерв'ю, що гурт розпався. Тур, що проходив у цей час довелось скасувати. Однак, гурт дав концерти в Кувейті (без Дарона) у серпні 2009 року.
Недавні події, повернення
13 квітня 2010-го року гурт повідомив, що відбудеться концерт 2 травня. На концерті була представлена нова пісня «Talkin' Shit». Басист System of a Down Шаво Одаджян був присутній на концерті і виконав разом з SOB дві пісні («Cute Machines» і «They Say»)
29 липня 2010 на сайті armageddoncomealive.com [Архівовано 2 вересня 2019 у Wayback Machine.] стала доступна для безкоштовного скачування нова пісня «Fucking».
20 серпня 2010 колектив зібрався знову, щоб дати концерт в Лос-Анжелесі, в клубі «Авалон». SOB представив публіці трохи змінену пісню «Talkin 'Shit», звучання якої стало цікавішим. Наприклад, було додано соло у вступній частині пісні. На концерті, як і в травні, був присутній Шаво Одаджян, який зіграв партію на гітарі. Вокал Дарона був значно цікавіше, особливо під час звучання пісні «3005». Була зіграна кавер-версія пісні гурту Skinny Puppy «Assimilate». Наостанок слід зауважити, що гурт постав перед світом з новими гітарами — Дарон Малакян відмовився від звичного Gibson SG, а віддав перевагу Gibson Flying V. Уривки концертів у клубі "«Avalon» та «Troubadour» були використані для створення відео для пісні «Fucking». Режисером кліпу став фотограф Грег Ватерманн, який зняв і змонтував відео наодинці. Прем'єра кліпу відбулася на YouTube 13 березня 2011
11 січня 2012 було оголошено, що тепер йде запис другого альбому, який, як очікується, буде випущений влітку.
24 лютого 2012 System Of A Down оголосили про повернення Scars On Broadway і опублікували на сайті (http://scarsonbroadway.com/) [Архівовано 21 січня 2013 у Wayback Machine.] демозапис нової пісні «Guns Are Loaded».
16 серпня 2012 Джон Долмаян оголосив, що залишає гурт.
22 вересня 2012 гурт вперше з 2010 року вийшов на сцену. Він виступив на фестивалі «Epicenter» і виконала чотири нові пісні — «Guns Are Loaded», «Dictator», "«Fuck N Kill» і «Sickening Wars». Це був перший концерт з новим ударником, яким тепер є Жюль Пампена. Крім того, гурт покинув другий гітарист Френкі Перез.

### Dictator (з 2018р.)
23 квітня 2018 року гурт випустив пісню «Lives». Це був перший реліз за останні 8 років, a 20 липня — «Dictator».